# دولبه (توتین)
دولبه (به صربی: Dulebe) یک منطقهٔ مسکونی در صربستان است که در توتین، صربستان واقع شده‌است. دولبه ۵۶ نفر جمعیت دارد.